# Echte Verhalen: De Buurtpolitie
Echte Verhalen: De Buurtpolitie (vaak afgekort tot De Buurtpolitie) is een Belgische televisieserie die van 3 februari 2014 tot 24 april 2020 werd uitgezonden op VTM. De serie wordt eveneens regelmatig heruitgezonden. De scripted realityreeks is een productie van Zodiak Belgium en volgt een fictief Vlaams politiekorps in zijn werkzaamheden. De afleveringen zijn losjes gebaseerd op waargebeurde feiten. VTM heeft aangekondigd dat er een nieuw seizoen zit aan te komen. 
De muziek van de begingeneriek van seizoen 1 tot en met 5 is afkomstig van Blaudzun, met Promises of no man's land. De generiek van het zesde tot en met het dertiende seizoen is gecomponeerd voor de reeks zelf; de artiest en titel zijn onbekend.

## Opnamen
De buitenopnamen van het eerste tot en met het derde seizoen vonden plaats in en rond Dilbeek (Vlaams-Brabant). Ook het Dilbeekse politiekantoor kwam regelmatig in beeld en werd gebruikt voor buitenopnamen van de serie. Door de verhuizing van het productiehuis moesten de buitenopnamen van latere seizoenen plaatsvinden in een andere regio. Dat werden onder andere de Antwerpse gemeenten Kontich, Boechout, Vremde, Hove, Mortsel, Edegem, Lint, Wommelgem en Lier.

## Uitzendingen en programmatie
VTM bevestigde in april 2014 dat er een tweede seizoen zou komen van Echte Verhalen: De Buurtpolitie. Dat seizoen ging uiteindelijk op 25 augustus 2014 van start en telde 70 afleveringen.
Het derde seizoen begon op 30 maart 2015, waarbij inspecteur Velimir Maric vervangen werd door inspecteur Obi Basu. Het derde seizoen werd op 15 mei 2015 beëindigd. Op 31 augustus 2015 werd het derde seizoen hervat en aangevuld met tien nog niet uitgezonden afleveringen, om dan op 14 september te starten met het vierde seizoen. Tijdens het vierde seizoen verhuisde het korps naar een nieuw politiekantoor. Voor opnamen van het exterieur maakt men gebruik van het politiekantoor van Lier, de binnenopnamen worden genomen op een set van de AED Studios.
Het vijfde seizoen van Echte Verhalen: De Buurtpolitie werd uitgezonden vanaf 29 februari 2016 en bevatte in totaal 55 afleveringen. Tijdens het seizoen werd het korps uitgebreid met twee nieuwe inspecteurs die samen een team vormen: Femke Van Acker en Robin Verhaegen. In een van de afleveringen heeft Qmusic-presentator Maarten Vancoillie een gastrol.
Het zesde seizoen liep van 29 augustus tot 25 november 2016. Het politiekorps werd aangevuld met undercoveragente Ines Saloua, gespeeld door Rania Gaaloul.
Het zevende seizoen ging van start op 30 januari 2017. Undercoveragente Ines Saloua speelt sinds dat seizoen niet meer mee.
Het achtste seizoen startte op 28 augustus 2017. Aan de vaste cast werden twee nieuwe personages toegevoegd: Aziz Souliman (die reeds in eerdere seizoenen een terugkerende gastrol had) en Tom Vaneetvelde.
Op 29 januari 2018 begon het negende seizoen. Sinds februari 2018 werkt Tineke Schilebeeckx halftijds en wordt ze vervangen door Lotte Vissers, de halfzus van Koen Baetens die ook al in enkele eerdere afleveringen te zien was. In een van de afleveringen kregen Qmusic-presentators Maarten Vancoillie en Dorothee Dauwe een gastrol.
Seizoen 10 begon op 3 september 2018. Vanaf dit seizoen worden Baetens en Vissers vaste partners en verlaat Schilebeeckx het korps om terug te revalideren van haar schotwonde en om daarna haar psychologie verder af te maken.
Seizoen 11 begon direct na seizoen 10 namelijk op 11 maart 2019 en telde 40 afleveringen. Er waren geen wijzigingen in het korps. Seizoen 11 is tot nu toe het seizoen met de minste afleveringen.
Seizoen 12 begon op 2 september 2019 en telde 65 afleveringen. Er werden vier stagiairs aan het korps toegevoegd, namelijk Emma Claes, Vince Willems, Nour Jacobs en Sami Gunes.
Seizoen 13 startte op 24 februari 2020. Het was de bedoeling dat dit seizoen uit totaal 50 afleveringen zou bestaan. Door de coronapandemie werden de opnamen onderbroken. Daardoor konden ze zes afleveringen niet uitzenden en werd op 24 april voorlopig de laatste aflevering van dit seizoen uitgezonden. Zes personages verdwenen uit de reeks, namelijk Lotte Vissers, Obi Basu, Aziz Souliman, Femke Van Acker, Robin Verhaegen en Tom Vaneetvelde. Louise Mertens werd als nieuwe inspecteur aan het korps toegevoegd. Floor Lommelen draagt vanaf dit seizoen de rang hoofdinspecteur.
Kort na het 13de seizoen werd door VTM besloten voorlopig geen 14de seizoen te bestellen omdat er zo'n kleine 800 afleveringen beschikbaar waren om eventueel opnieuw uit te zenden. Op 10 januari 2022 begon er toch een vervolg van de serie, onder de naam Echte verhalen: De Buurtpolitie VIPS. De eerste 30 (van 70) afleveringen werden toen uitgezonden. Op 9 januari 2023 begon het vervolg op Echte verhalen: De Buurtpolitie VIPS, waarbij er slechts 15 afleveringen werden uitgezonden. 
Op 27 juli 2022 werd bekendgemaakt dat de vierde film op komst is. De Perfecte Overval verscheen op 14 december 2022 in de zalen.
Vanaf 23 oktober 2023 werd de reeks nieuw leven ingeblazen onder een nieuwe titel: De Buurtpolitie: De Klok Tikt. Slechts de eerste 45 (van 70) afleveringen werden uitgezonden. Wanneer de overige 25 afleveringen gepland staan, is niet bekend.

## Rolverdeling
| Acteur              | Personage           | Functie                                        | Seizoenen |        | VIPS   | VIPS |    | De klok tikt |    | Films | Films | Films | Films |
| Acteur              | Personage           | Functie                                        | Seizoenen | Deel 1 | Deel 2 | 1    | 2  | De klok tikt | 3  | 4     |       |       |       |
| ------------------- | ------------------- | ---------------------------------------------- | --------- | ------ | ------ | ---- | -- | ------------ | -- | ----- | ----- | ----- | ----- |
| Andy Peelman        | Koen Baetens        | Inspecteur                                     | 1-13      | Ja     |        |      | Ja | Ja           | Ja |       |       |       |       |
| Nicoline Hummel     | Tineke Schilebeeckx | Hoofdinspecteur                                | 1-9       | Ja     | Ja     |      | Ja | Ja           |    | Ja    |       |       |       |
| Manoe Frateur       | Eric Buelens        | Rechercheur                                    | 1-13      | Ja     | Ja     | Ja   | Ja | Ja           | Ja | Ja    |       |       |       |
| Ilse La Monaca      | Brigitte Broeckx    | Rechercheur                                    | 1-13      | Ja     | Ja     | Ja   | Ja | Ja           | Ja | Ja    |       |       |       |
| Ianthe Tavernier    | Floor Lommelen      | Inspecteur / Hoofdinspecteur (S13)             | 1-13      |        |        | Ja   | Ja | Ja           | Ja | Ja    |       |       |       |
| Lars Senders        | Velimir Maric       | Inspecteur                                     | 1-2       |        |        |      |    |              |    |       |       |       |       |
| Eric Peeters        | Patrick Tilkens     | Onthaal                                        | 1-13      | Ja     | Ja     |      | Ja | Ja           | Ja |       |       |       |       |
| Willy Herremans     | Roger Berckmans     | Commissaris                                    | 1-13      | Ja     | Ja     | Ja   | Ja | Ja           | Ja | Ja    |       |       |       |
| Johan Kalifa Bals   | Obi Basu            | Inspecteur                                     | 3-12      |        |        |      | Ja | Ja           | Ja |       |       |       |       |
| Souliman De Croock  | Aziz Souliman       | Gastrol (S1-S7) / Inspecteur-stagiair (S8-S12) | 2-12      |        |        |      | Ja | Ja           | Ja |       |       |       |       |
| Dorien Reynaert     | Femke Van Acker     | Inspecteur                                     | 5-12      |        |        |      | Ja | Ja           | Ja |       |       |       |       |
| Henny Seroeyen      | Robin Verhagen      | Inspecteur                                     | 5-12      |        |        |      | Ja | Ja           | Ja |       |       |       |       |
| Rania Gaaloul       | Ines Saloua         | Rechercheur                                    | 6         |        |        |      | Ja |              |    |       |       |       |       |
| Tim Ost             | Tom Vaneetvelde     | Inspecteur                                     | 8-12      |        |        |      |    | Ja           | Ja |       |       |       |       |
| Charlotte De Groof  | Lotte Vissers       | Gastrol / Hoofdinspecteur (S9-S12)             | 8-12      |        |        |      |    |              | Ja |       |       |       |       |
| Lisa Gerlo          | Emma Claes          | Stagiair (S12) / Inspecteur (S13)              | 12-13     | Ja     | Ja     | Ja   |    |              |    | Ja    |       |       |       |
| Idalie Samad        | Nour Jacobs         | Stagiair (S12) / Inspecteur (S13)              | 12-13     |        |        |      |    |              |    |       |       |       |       |
| Dempsey Hendrickx   | Vince Willems       | Stagiair (S12) / Inspecteur (S13)              | 12-13     | Ja     | Ja     | Ja   |    |              |    | Ja    |       |       |       |
| Junes Lazaar        | Sami Gunes          | Stagiair (S12) / Inspecteur (S13)              | 12-13     |        |        |      |    |              |    |       |       |       |       |
| Liandra Sadzo       | Louise Mertens      | Inspecteur                                     | 13        | Ja     | Ja     |      |    |              |    | Ja    |       |       |       |
| Mathias Danneels    | Hugo De Bolle       | Computer Crime Unit                            |           | Ja     | Ja     | Ja   |    |              |    | Ja    |       |       |       |
| Jean-Romy Manzila   | Indy Nzeza          | Inspecteur                                     |           | Ja     | Ja     |      |    |              |    |       |       |       |       |
| Loes Van den Heuvel | Vivina Van Lathem   | Burgemeester                                   |           | Ja     | Ja     |      |    |              |    |       |       |       |       |
| Jits Van Belle      | Becky Bosmans       | Dispatcher                                     |           |        |        |      |    | Ja           |    |       |       |       |       |
| Kristof Verhassel   | Marco Costa         | Sociaal assistent                              |           |        |        |      |    | Ja           |    |       |       |       |       |
| Simon Eeraerts      | Stan Koklowski      | Inspecteur                                     |           |        |        |      |    | Ja           |    |       |       |       |       |
| Bram Tahamata       | Vic Truye           | Laborant                                       |           |        |        |      |    | Ja           |    |       |       |       |       |

## Personages

### Hoofdpersonages

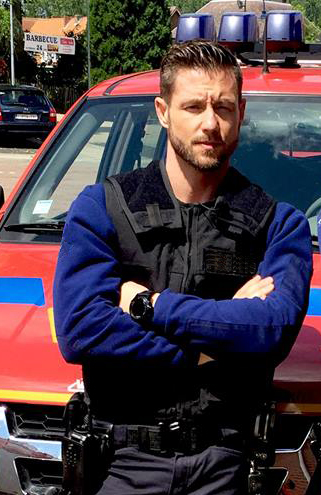
Agent Robin Verhaegen (gespeeld door Henny Seroeyen)

Koen BaetensInspecteur, voorheen partner van Tineke Schilebeeckx en Lotte Vissers. In het begin van de reeks gedroeg Baetens zich normaal en heldhaftig, en deed zijn werk graag met volle overtuiging. Naarmate de seizoenen vorderen wordt Baetens eerder de clown van het politiekorps, die graag eten bietst, vreemde dingen meemaakt en vaak een grote mond opzet. Hij toont interesse in jonge vrouwen en doet er alles aan om ze te helpen. Hoewel hij zich soms kinderachtig gedraagt, heeft Baetens nog steeds het heldhaftige in zich. Zijn politiehond Barry is zijn trouwe kompaan. Hij heeft een tante Maria die hem graag betuttelt en een halfzus Lotte Vissers, die hoofdinspecteur is en samen met Baetens een team gevormd heeft.
Tineke SchilebeeckxHoofdinspecteur en maatschappelijk assistente, alsook voormalig partner van Koen Baetens. Ze was de slimste en rustigste van het duo. Ze had weleens discussies met Baetens, maar ze vergaf zijn streken. Sinds seizoen 9 werkte ze halftijds om psychologie te studeren. Op het einde van het seizoen werd ze neergeschoten en ging ze een zeer lange revalidatieperiode tegemoet. Ze ging na een geslaagde revalidatie aan de slag bij het korps van Brussel.
Eric BuelensRechercheur en partner van Brigitte Broeckx. Hij doet al het politiewerk, maar werkt vooral aan moordzaken en verdachte overlijdens. Buelens is erg gedreven, wat blijkt uit zijn verhoren. Hij is van opleiding criminoloog en pedagoog.
Brigitte BroeckxRechercheur en partner van Eric Buelens. Ze doet al het politiewerk, maar werkt vooral aan moordzaken en verdachte overlijdens. Broeckx is eerder rustig, maar kan niet tegen onrecht. Meestal is zij diegene die details van de moordzaak opmerkt. Ze is getrouwd en heeft vier kinderen.
Lotte VissersVoormalig hoofdinspecteur en voormalig partner van Koen Baetens tijdens seizoen 9 tot en met seizoen 12. Vissers is de halfzus van Baetens; ze hebben dezelfde moeder, maar verschillende vaders. Ze is ouder en maakt daar graag gebruik van. Ze zat al eerder bij de politie, maar ging in hun korps werken omdat dat dichter bij haar huis is.
Obi BasuVoormalig inspecteur, voorheen partner van Floor Lommelen en sinds seizoen 8 stagebegeleider van Aziz Souliman. Basu heeft een hart voor dieren en is een vriendelijke man, streng maar rechtvaardig. Meestal werkt hij aan de mindere strafbare zaken of zaken die goed eindigen voor beide partijen. Hij is sinds seizoen 8 de stagebegeleider van Aziz Souliman en vindt hem geschikt voor politiewerk, hoewel hij soms moeite heeft met zijn creatieve ideeën. Hij leefde tot zijn acht jaar in Mali, en kwam dan naar België.
Aziz SoulimanVoormalig inspecteur-stagiair. In het begin van de reeks was Souliman een lastige kerel die vaak in de problemen kwam en een regelmatige bezoeker van het politiekantoor. Hij begon later zijn leven te beteren door zich te verdiepen in de kunst. Ook dit zorgde weleens voor een bezoek van Koen Baetens en Tineke Schilebeeckx. Later besloot hij om een documentaire te maken over de politie, waardoor hij vaak met Patrick Tilkens op patrouille ging. Souliman besloot om stage te doen bij de politie. Hij komt vaak met creatieve ideeën om de zaken op te lossen.
Floor LommelenInspecteur, voorheen partner van Velimir Maric, Obi Basu en Femke Van Acker. Ze houdt van dieren en heeft huisdieren. Zij was stagebegeleidster van Emma, Nour, Vince en Sami. In seizoen 13 wordt ze gepromoveerd tot hoofdinspecteur.
Femke Van AckerVoormalig inspecteur en voormalig partner van Floor Lommelen en eerder van Robin Verhaegen. Ze werkte vroeger bij de Drugsbrigade van zone Brussel. Ze is niet de dapperste van het korps, maar kan haar mannetje staan. Ze is een grote dierenvriend en vegetariër. Ze was te zien van seizoen 5 tot en met seizoen 12.
Robin VerhaegenVoormalig inspecteur en voormalig partner van Tom Vaneetvelde en eerder van Femke Van Acker. Hij is ex-militair en erg sportief. Verhaegen komt uit Limburg en vormt sinds seizoen 8 samen met Vaneetvelde het speciaal interventieteam. Hij houdt wel van wat actie. Hij was te zien van seizoen 5 tot en met seizoen 12.
Tom VaneetveldeVoormalig inspecteur en voormalig partner van Robin Verhaegen. Vaneetvelde werkte eerder bij op de spoedafdeling van een ziekenhuis, maar wilde bij de politie komen werken voor meer actie. Samen met Robin Verhaegen vormt hij sinds seizoen 8 het speciaal interventieteam. Hij is minder sportief dan Verhaegen, en een van zijn belangrijkste hobby's is bingewatchen. Hij was te zien van seizoen 8 tot en met seizoen 12.
Patrick TilkensVerzorgt het onthaal en was daarvoor wijkagent. Tilkens staat het vaakst aan het onthaal, maar heeft soms een interventie, alleen of met iemand anders. Toen Aziz Souliman een documentaire maakte over de politie, begeleidde Tilkens hem. Hij heeft veel ervaring die hem vaak uit de nood helpt. Hij is getrouwd.
Roger BerckmansCommissaris, heeft een groot hart, maar kan weleens streng zijn. Hij komt enkel in actie als er grote interventies zijn of bij een briefing. Hij is getrouwd en reeds grootvader van een tweeling jongens.
Ines SalouaVoormalig rechercheur en undercoveragente. Ze werkte meestal alleen. Ze wordt ingelijfd in het korps na een grootschalige drugsdeal. Ze werd gezien als verdachte in deze zaak en werd daardoor opgepakt door Koen Baetens en Tineke Schilebeeckx. Ze was alleen in seizoen 6 te zien.
Velimir MaricVoormalig inspecteur en voormalig partner van Floor Lommelen. Maric is van Servische afkomst. Samen met Lommelen handelde hij de eenvoudigere zaken af. Hij werd vervangen door Obi Basu. Hij was alleen de eerste twee seizoenen te zien.
Emma ClaesZe kwam als stagiair bij het korps. Ze heeft criminologie gestudeerd en wil later graag bij de recherche te werken. Tijdens haar stage werd zij begeleid door Floor Lommelen en Koen Baetens. In seizoen 13 gaat ze als volleerd inspecteur aan de slag.
Nour JacobsVoormalig inspecteur. Ze kwam als stagiair bij het korps en kent de drugswereld een beetje. Zij hoopt later undercoveragente te worden. Tijdens haar stage werd zij begeleid door Floor Lommelen en Koen Baetens. In seizoen 13 gaat ze als volleerd inspecteur aan de slag.
Vince WillemsHij kwam als stagiair Baetens. In seizoen 13 gaat hij als volleerd inspecteur aan de slag.
Sami Gunes
Voormalig inspecteur. Hij kwam als stagiair bij het korps. Hij heeft een fret als huisdier en hoopt bij te kunnen dragen aan een betere wereld. Hij kan beatboxen. Tijdens zijn stage werd hij begeleid door Floor Lommelen en Koen Baetens. In seizoen 13 gaat hij als volleerd inspecteur aan de slag.
Louise Mertens
Zij heeft stage gelopen bij een ander korps, maar kent Emma en Nour van de politieschool. Zij heeft goede verhalen gehoord over dit korps en solliciteerde meteen toen er een vacature vrijkwam.

### Gastpersonages
Staf "Stafke" Van HeeDorpsbewoner die altijd een oogje in het zeil houdt. Vertolkt door Luc De Rick.
Tom De CosterDorpspastoor die de parochie goed kent en dus geregeld de politie over de vloer krijgt of hen te hulp snelt. Hij is een kattenliefhebber. Vertolkt door Peter Schoenaerts.
BarryDe politiehond van het korps. Barry is de speurhond van inspecteur Koen Baetens.
Bénédicte DupontDe burgemeester van de gemeente tot halverwege seizoen 12. Vertolkt door Sofie Weiss.
Benoit BessemansDe wetsdokter die vaak samenwerkt met Brigitte en Eric, maar soms ook met andere ploegen. Vertolkt door Erik Christiaens-Leysen.
Luc Van de VeldeDe spoedarts die geregeld meerijdt met de ambulance. Vertolkt door Luc Van de Velde.
Tante Maria Van OpstalDe tante van inspecteurs Koen Baetens en Lotte Vissers. Net zoals Stafke Van Hee is ook zij een dorpsbewoonster die alles goed in de gaten houdt en de politie verwittigd voor alle verdachte handelingen of gebeurtenissen.
Liesbet VerlindenDe dierenarts is een vrouw die soms dieren moet verzorgen die in de serie gewond zijn geraakt. Vertolkt door Liesbet Fremault.
GondaDe poetsvrouw van het politiekantoor. Soms helpt ze met het oplossen van een zaak. Vertolkt door Greet Verhoeven.
Victoria De MerodeDe burgemeester van de gemeente vanaf halverwege seizoen 12 tot en met seizoen 13. Vertolkt door Chris Christijn.

## Ontvangst
De serie haalt sinds de eerste uitzending dagelijks meer dan 300.000 kijkers. Hiermee is het een van de weinige vaste waarden in de kijkcijfer-top 20, naast de nieuwsbulletins en soaps. Ook de heruitzendingen van dit programma scoren evenwaardige kijkersaantallen. Veel kijkers blijven na afloop van De Buurtpolitie naar VTM kijken om het VTM Nieuws te volgen. Hoewel De Buurtpolitie een politieserie is, is het programma ook heel succesvol bij kinderen. Wanneer de reeks op VTM uitgezonden wordt, dalen bijvoorbeeld de kijkcijfers bij de kinder- en jeugdzender Ketnet.

## Afleveringen
| Seizoen             | Aantal afleveringen | Uitgezonden                                       | |
| ------------------- | --- | ------------------------------------------------- | --- |
| 1                   | 50 | 3 februari 2014 – 11 april 2014                   | |
| 2                   | 70 | 25 augustus 2014 – 28 november 2014               | |
| 3                   | 45 | 30 maart 2015 – 11 september 2015                 | |
| 4                   | 55 | 14 september 2015 – 27 november 2015              | |
| 5                   | 55 | 29 februari 2016 – 16 mei 2016                    | |
| 6                   | 65 | 29 augustus 2016 – 25 november 2016               | |
| 7                   | 75 | 30 januari 2017 – 12 mei 2017                     | |
| 8                   | 70 | 28 augustus 2017 – 1 december 2017                | |
| 9                   | 75 | 29 januari 2018 – 11 mei 2018                     | |
| 10                  | 70 | 3 september 2018 – 8 maart 2019                   | |
| 11                  | 40 | 11 maart 2019 – 3 mei 2019                        | |
| 12                  | 65 | 2 september 2019 – 29 november 2019               | |
| 13                  | 44 | 24 februari 2020 – 24 april 2020                  | |
| VIPS                | 30 | 10 januari 2022 – 21 februari 2022                | |
| De Klok Tikt        | 45 | Maandag 23 oktober 2023 – Maandag 9 December 2024 | \|} Bewerkingen Films Zie De Buurtpolitie: De Grote Geldroof voor het hoofdartikel over dit onderwerp. De Buurtpolitie: De Grote Geldroof is een Belgische film gebaseerd op deze televisieserie. De film ging op 22 oktober 2016 in première. [ 15 ] De film werd gedraaid op amper zeven dagen. Zie De Buurtpolitie: De Tunnel voor het hoofdartikel over dit onderwerp. Na het succes van de eerste film verscheen er op 7 februari 2018 een tweede film, met als titel De Buurtpolitie: De Tunnel . De film is opgenomen in tien dagen. Zie De Buurtpolitie: Het Circus voor het hoofdartikel over dit onderwerp. Na het succes van de tweede film werd al snel de derde film aangekondigd, met als titel De Buurtpolitie: Het Circus. De film draaide vanaf 23 oktober 2019 in de bioscopen en verscheen in maart 2020 op dvd. Zie De Buurtpolitie: De Perfecte Overval voor het hoofdartikel over dit onderwerp. Na succes van de drie films, is de vierde bioscoopfilm is in de maak. De 4de film zal De Buurtpolitie: De Perfecte Overval heten en zal 14 december in de bioscopen verschijnen. Stripreeks Zie Echte Verhalen: De Buurtpolitie (stripreeks) voor het hoofdartikel over dit onderwerp. Er verschijnt sinds 2017 een stripreeks die gebaseerd is op deze televisieserie. De stripverhalen worden geschreven en getekend door Nix . Specials VTM zond op 24 december 2017 een kerstspecial uit van De Buurtpolitie , getiteld Operatie Rudolf . De uitzending maakt geen deel uit van de reguliere serie en duurt ongeveer 55 minuten. Op 1 december 2018 werd er ook een sinterklaasspecial uitgezonden, getiteld Operatie Mandarijn . Ook deze aflevering behoort niet tot de reguliere serie. Op 21 maart 2019 werd er een alien special uitgezonden. In tegenstelling tot voorgaande specials is deze een reguliere aflevering (aflevering 8 van seizoen 11) en is deze dus ook maar ongeveer 25 minuten lang. Beide verhaallijnen hebben te maken met aliens. De Buurtpolitie - Extra Op VTM Kids , voorheen vtmKzoom , wordt een extra kinderreeks uitgezonden, gebaseerd op De Buurtpolitie , waarin inspecteurs Floor Lommelen en Obi Basu of Koen Baetens en Tineke Schilebeeckx (later Baetens en Lotte Vissers) tijdens hun pauze herinneringen ophalen aan eerdere afleveringen. De andere personages komen er soms ook in voor. Dit doen ze in de kantine, buiten op een bankje of in hun auto. Ze geven hierbij commentaar en maken grapjes. Deze afleveringen zijn korter dan de normale en zijn geschikt voor kinderen van ongeveer vier tot veertien jaar. [ 16 ] Ook ging inspecteur Baetens in 2018 op bezoek bij de politieschool in dit programma. Bordspel In het op de televisieserie gebaseerde bordspel moet de speler zo veel mogelijk politiedossiers proberen oplossen. De Buurtpolitie Verkeerspark In mei 2021 opende in Plopsaland De Panne de pretparkattractie De Buurtpolitie Verkeerspark . Kinderen kunnen met diverse voertuigen een ritje maken, waarbij ze rekening moeten houden met de verschillende verkeersregels. De attractie stond voorheen in het thema van de muziekgroep K3 . [ 17 ] [ 18 ] Echte Verhalen: De Buurtpolitie VIPS Zie Echte Verhalen: De Buurtpolitie VIPS voor het hoofdartikel over dit onderwerp. Op 10 januari 2022 begon op VTM het eerste seizoen van Echte Verhalen: De Buurtpolitie VIPS . Deze serie is een vervolg op de originele serie. In de afleveringen staat vaak een bekende Vlaming centraal. Externe links Officiële website ( en ) Echte Verhalen: De Buurtpolitie! in de Internet Movie Database Bronnen, noten en/of referenties ↑ Opnames voor VTM-reeks 'De Buurtpolitie' , hln.be, 24 april 2015 ↑ Buurtpolitie (VTM) ongekend succes: zeker tweede seizoen , she.be, 12 april 2014 ↑ 'Echte Verhalen: De Buurtpolitie' krijgt tweede seizoen , tv-visie.be, 11 april 2014. Gearchiveerd op 4 maart 2016. ↑ Tweede seizoen van 'Echte Verhalen: De Buurtpolitie' in de startblokken , tv-visie.nl, 12 augustus 2014 ↑ 'Echte verhalen: De Buurtpolitie' verwelkomt vanavond nieuwe inspecteur , Gazet van Antwerpen (gva.be), 30 maart 2015 ↑ Populairder dan ooit: vijfde seizoen voor De Buurtpolitie , hln.be, 27 november 2015 ↑ Maarten Vancoillie speelt zichzelf in 'De buurtpolitie' , hln.be, 11 maart 2016 ↑ De Buurtpolitie verwelkomt nieuwe agente , showbizzsite.be, 11 augustus 2016. Gearchiveerd op 4 december 2022. ↑ Vier nieuwe gezichten in het nieuwe seizoen van ‘De Buurtpolitie’, maar ook vier acteurs die moeten vertrekken . Het Nieuwsblad ( 3 juli 2023 ). Geraadpleegd op 3 juli 2023 . ↑ Stafke uit 'De Buurtpolitie' was vroeger buschauffeur: "Ik werd ooit de huid vol gescholden en bedreigd met een mes" , hln.Be, 13 juni 2018 ↑ Dierenarts vindt tweede roeping als actrice in 'De Buurtpolitie' , nieuwsblad.be, 13 oktober 2017 ↑ VTM bestelt vijfde seizoen van 'De Buurtpolitie' , hbvl.be, 20 november 2015 ↑ 'De Buurtpolitie' krijgt vijfde seizoen , gva.be, 27 november 2015. Gearchiveerd op 6 oktober 2018. ↑ 'De Buurtpolitie' lokt kinderen weg van Ketnet , nieuwsblad.be, 23 oktober 2014 ↑ Première 'De Buurtpolitie' lokt massa naar Antwerpen , hln.be, 22 oktober 2016 ↑ De Buurtpolitie krijgt een spin-off ... en het doelpubliek zal je verrassen [ dode link ] , newsmonkey.be, 23 augustus 2017 ↑ K3 verliest attractie in Plopsaland . Gearchiveerd op 9 februari 2023. ↑ De Buurtpolitie Verkeerspark . Gearchiveerd op 9 februari 2023. · · Echte Verhalen: De Buurtpolitie Televisieseries: Echte Verhalen: De Buurtpolitie · Echte Verhalen: De Buurtpolitie VIPS Films: De Buurtpolitie: De Grote Geldroof (2016) · De Buurtpolitie: De Tunnel (2018) · De Buurtpolitie: Het Circus (2019) · De Buurtpolitie: De Perfecte Overval (2022) Acteurs: Manoe Frateur · Ilse La Monaca · Ianthe Tavernier · Willy Herremans · Lisa Gerlo · Dempsey Hendrickx · Mathias Daneels · Kristof Verhassel · Jits Van Belle · Simon Eeraerts · Bram Tahamata Voormalige acteurs: Andy Peelman · Nicoline Hummel · Lars Senders · Loes Van den Heuvel · Eric Peeters · Johan Kalifa Bals · Souliman De Croock · Dorien Reynaert · Liandra Sadzo · Henny Seroeyen · Rania Gaaloul · Tim Ost · Charlotte De Groof · Idalie Samad · Junes Lazaar · Jean-Romy Manzila Stripreeks: Echte Verhalen: De Buurtpolitie Spin-off: Echte Verhalen: De Kliniek · Echte Verhalen: SOS 112 |
| Televisieseries:    | Echte Verhalen: De Buurtpolitie · Echte Verhalen: De Buurtpolitie VIPS |                                                   | |
| Films:              | De Buurtpolitie: De Grote Geldroof (2016) · De Buurtpolitie: De Tunnel (2018) · De Buurtpolitie: Het Circus (2019) · De Buurtpolitie: De Perfecte Overval (2022) |                                                   | |
| Acteurs:            | Manoe Frateur · Ilse La Monaca · Ianthe Tavernier · Willy Herremans · Lisa Gerlo · Dempsey Hendrickx · Mathias Daneels · Kristof Verhassel · Jits Van Belle · Simon Eeraerts · Bram Tahamata                                                                                    |                                                   | |
| Voormalige acteurs: | Andy Peelman · Nicoline Hummel · Lars Senders · Loes Van den Heuvel · Eric Peeters · Johan Kalifa Bals · Souliman De Croock · Dorien Reynaert · Liandra Sadzo · Henny Seroeyen · Rania Gaaloul · Tim Ost · Charlotte De Groof · Idalie Samad · Junes Lazaar · Jean-Romy Manzila |                                                   | |
| Stripreeks:         | Echte Verhalen: De Buurtpolitie |                                                   | |
| Spin-off:           | Echte Verhalen: De Kliniek · Echte Verhalen: SOS 112 |                                                   | |